# María Vanina García Sokol
María Vanina García Sokol (ur. 27 grudnia 1983) – argentyńska tenisistka.
Tenisistka występująca głównie w turniejach rangi ITF. Występy w rozgrywkach rozpoczęła w wieku szesnastu lat, biorąc udział w kwalifikacjach turnieju ITF w Buenos Aires. Pierwszy sukces odniosła w 2002 roku, wygrywając turniej singlowy w Los Mochis. W sumie wygrała trzy turnieje w grze pojedynczej i trzy w grze podwójnej tej rangi.
W lutym 2004 roku spróbowała swych sił w rozgrywkach cyklu WTA Tour, grając w kwalifikacjach do turnieju w Bogocie. Pokonała w nich w pierwszej rundzie Katerynę Bondarenko, ale w drugiej przegrała z Julie Ditty i nie dostała się do turnieju głównego. Sztuka ta udała się jej tego samego roku w sierpniu na turnieju w Vancouver, gdzie wygrała kwalifikacje, pokonując w nich między innymi Rossanę de los Ríos. W turnieju głównym odpadła w pierwszej rundzie. Dwukrotnie brała też udział w kwalifikacjach do turniejów wielkoszlemowych – US Open 2004 i Wimbledonu 2005, ale nie udało jej się awansować do turnieju głównego.
Najwyższy ranking WTA osiągnęła 21 lutego 2005 roku, miejsce 191.

## Wygrane turnieje rangi ITF
| turnieje z pulą nagród 100 000 $ |
| turnieje z pulą nagród 75 000 $  |
| turnieje z pulą nagród 50 000 $  |
| turnieje z pulą nagród 25 000 $  |
| turnieje z pulą nagród 15 000 $  |
| turnieje z pulą nagród 10 000 $  |

### Gra pojedyncza
|    | Data       | Turniej    | ($)    | Naw.   | Finalistka                   | Wynik         |
| 1. | 13/10/2002 | Los Mochis | 10 000 | ziemna | Ana-Lucía Migliarini de León | 7:5, 6:3      |
| 2. | 31/08/2003 | Parana     | 10 000 | ziemna | Jorgelina Cravero            | 4:6, 6:3, 6:3 |
| 3. | 20/06/2004 | Gorycja    | 25 000 | ziemna | Martina Müller               | 6:1, 6:4      |